# 东京 (越南)

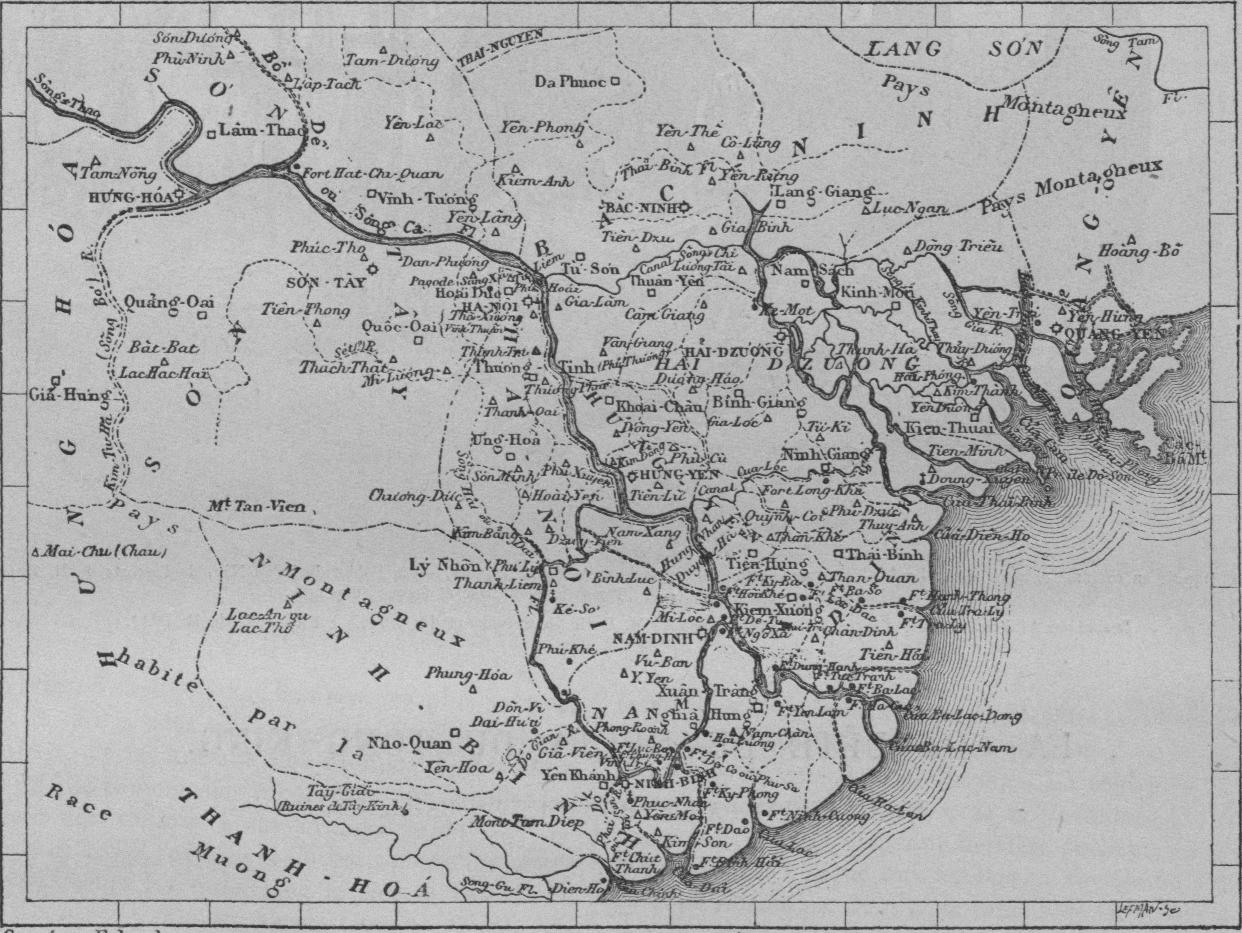
1873年東京地圖

東京是中南半島的一個歷史地名，位於今日越南北部，指的是紅河三角洲流域一帶。越南人對此地域的稱呼因時代而異，後黎朝時期稱之為唐外（外路、北河），西山朝時期及阮朝初期稱之為北城，法屬印度支那殖民時期稱之為北圻。
「東京」原本是後黎朝時期河內的名字（Đông Kinh）。後來在越南的鄭阮紛爭期間，「東京」一詞被西方人用於稱呼鄭主統治的地域，而「交趾支那」則被用於稱呼阮主（廣南國）統治的地域。雖然越南於1802年的時候統一，但這兩個詞仍然被使用，分別用於指代越南的北部和南部。
中法戰爭後，依據《第二次順化條約》，法國於1885年在東京設立東京保護領，與安南保護國分開統治。奠邊府戰役後，法國喪失對此地的控制。在法國殖民勢力被驅逐後，東京之名漸漸被棄用。
北部灣也被稱為東京灣，就是因「東京」而得名的。